# Шнейдер, Аттила
Аттила Шнейдер (венг. Schneider Attila; 14 апреля 1955 — 7 июля 2003) — венгерский шахматист, международный мастер (1984).
Двукратный чемпион Венгрии (1982 и 1989).
В составе национальной сборной бронзовый призёр 8-го командного чемпионата Европы (1983) в г. Пловдиве (играл на 1-й запасной доске).
В составе команды «Spartacus» (г. Будапешт) участник трёх Кубков европейских клубов: 1982 (команда заняла 1-е место), 1984 и 1986 (оба раза команда доходила до четвертьфинала).

## Изменения рейтинга
| Графики недоступны из-за технических проблем. См. информацию на Фабрикаторе и на mediawiki.org. |